# Henrique Alvim Corrêa
Pour les articles homonymes, voir Correa (homonymie).
 (janvier 2022).
Si vous disposez d'ouvrages ou d'articles de référence ou si vous connaissez des sites web de qualité traitant du thème abordé ici, merci de compléter l'article en donnant les références utiles à sa vérifiabilité et en les liant à la section « Notes et références ».
Henrique Alvim Corrêa ou Alvim Corrêa est un peintre, dessinateur et illustrateur brésilien, né à le 30 janvier 1876 à Rio de Janeiro et mort le 7 juin 1910 à Bruxelles.

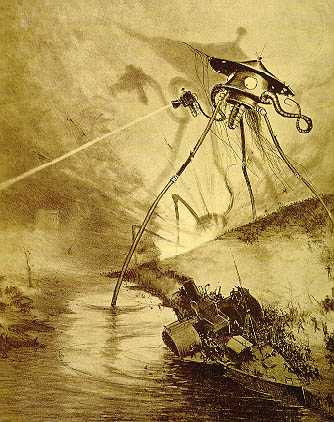
Illustration d'Henrique Alvim Corrêa pour l'édition belge de La Guerre des mondes, publiée en 1906.

## Biographie
Fils d'un important avocat mort prématurément en 1883 et de la baronne de Oliveira Castro (remariée au banquier José Mendez de Oliveira Castro, exilé au moment de la proclamation de la République brésilienne), il arrive d'abord à Lisbonne en 1892 puis à Paris en 1894 pour suivre des études artistiques auprès du peintre Édouard Detaille. L'année suivante, il fréquente l'atelier de Jean Jacques Brunet (?-1897) et participe pour la première fois au Salon de Paris. En 1897, l'année où meurt son beau-père, il commence une série d'études pour l'exécution d'un grand panorama circulaire intitulé Cerco à Cidade de Paris (Siège de la Ville de Paris, en référence à la Commune). Puis, contre l'avis de sa famille, il épouse Blanche Fernande Barbant, fille de l'artiste Charles Barbant et part s'installer à Bruxelles où il ouvre son atelier, en 1900, dans le quartier de Boitsfort. Dès lors, sa vie matérielle se complique.
En 1903, il exécute une série de 132 illustrations remarquables dont 32 en hors-textes d'après le livre The War of the Worlds de H. G. Wells auquel il va demander l'autorisation en personne. À la suite de l'approbation de l'auteur en 1905 qui juge le travail supérieur à celui de Warwick Goble, ses travaux sont publiés dans une édition de luxe tirée à 500 exemplaires en 1906 par L. Vandamme & Cie dans une traduction en français de H. D. Davray. L'ensemble de ces illustrations constitue le point fort de son travail.
Pour des raisons alimentaires, il exécute aussi nombre d'illustrations érotiques sous le pseudonyme d'Henri Lemort (initiales : "H.L."), Bruxelles étant à cette époque d'une plus grande tolérance que Paris.
Le public brésilien n'a connu son œuvre qu'à partir du milieu des années 1960 et ce pour plusieurs raisons. D'abord, parce que sa carrière s'est entièrement déroulée en Europe et qu'il meurt très jeune, à 34 ans, de tuberculose. Ensuite, lors de l'invasion allemande de Bruxelles en 1914, son atelier est pillé et son œuvre détruite. Comble de malchance, en 1942, un navire allemand qui transportait vers le Brésil ses œuvres graphiques originales ainsi que les cuivres de ses gravures, fut coulé. Cela explique la redécouverte tardive de ses travaux.
Alvim Corrêa est le père de deux enfants : Roberto Alvim Corrêa, éditeur et essayiste installée à Paris dans les années 1930 et d'Eduardo Alvim Corrêa, peintre.

## Sélection d'expositions
- 1972 : São Paulo. Museu de Arte “Assis Chateaubriand” (MASP).
- 1973 : Rio de Janeiro. Museu de Arte Moderna (MAM)
- 2001 : Lisbonne, Fondation Gulbenkian, “Século 20 Arte do Brasil”.
- 2004/2007 : Seattle, Science Fiction Museum and Hall of Fame (SFM).
- 2008/2009 : Francfort, Darwin - Art and the Search for Origins.